# Лаэтоли

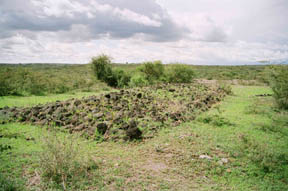
Раскоп в Лаэтоли, фото 2006 года

Лаэтоли (Laetoli), также Летоли(л) — местность в Танзании в 20 км от вулкана Садиман, где в 1978 году были обнаружены отпечатки ног прямоходящих гоминидов, живших около 3,6 млн лет назад. В сравнении с другими местами палеонтологических раскопок в Африке, Лаэтоли уникально тем, что на его территории не обнаружено ни следов наводнений, ни следов плотных экваториальных лесов — климат, ландшафт и экосистема Лаэтоли остаются неизменными в течение нескольких миллионов лет. Около 3,6 млн лет назад извержения Садимана засыпали землю тонким слоем пепла. Пепел, превратившись под дождём в твёрдый туф, сохранил отпечатки ног гоминидов, известные как «отпечатки Лаэтоли» или «следы Лаэтоли» (англ. Laetoli footprints), и других представителей фауны позднего плейстоцена.
Первые раскопки Лаэтоли в поисках предков человека провели Луис Лики в 1935 и Людвиг Коль-Ларсен (нем.) в 1938—1939 годах. Среди найденных ими останков были зубы австралопитеков, но ни Лики, ни Коль-Ларсен не смогли правильно определить находку. «Зубы обезьян», собранные Лики, были идентифицированы как останки гоминидов только в 1979 году. В 1974 по заданию Мэри Лики Лаэтоли раскопал Камоя Кимеу, в 1975—1981 годах в Лаэтоли работала сама Мэри Лики. Кимеу и Лики собрали убедительную коллекцию останков австралопитеков.

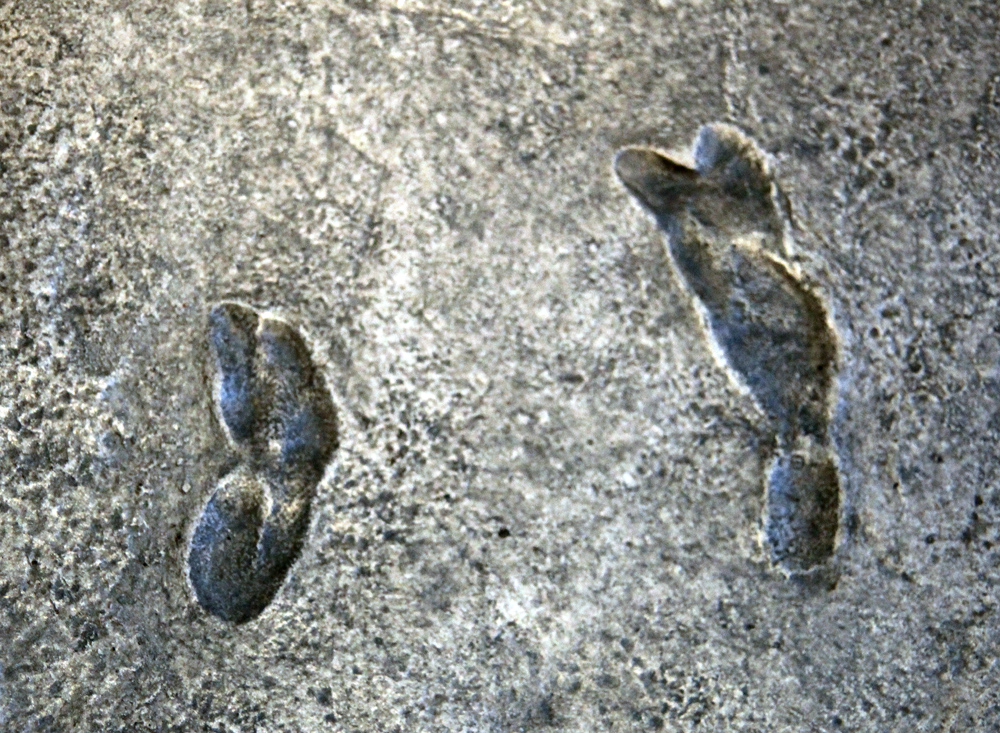
Слепок следов, найденных Мэри Лики

В 1976 году Эндрю Хилл впервые обнаружил отпечатки животных в тонком слое вулканического туфa (точнее, целого набора слоёв пепла толщиной около 20 см, сформированного рядом близких по времени извержений). Лики заинтересовалась находкой и направила свою группу на поиски аналогичных следов. В 1978 году Пол Абелл нашёл так называемые «отпечатки Лаэтоли» — следы прямоходящих гоминидов. Находка представляла собой цепочку отпечатков ног двух шедших вместе существ — всего около 70 отпечатков на дорожке длиной 27 метров. Более крупное существо (G2 на схеме Лики), вероятно, было самцом, другое (G1) самкой. Рядом также проходили цепочки следов мелких копытных («гиппарион» на схеме Лики). Лики первоначально не придавала большого значения находке:

Она была не столь удивительна как другие, потому что [тогда] мы не знали, что мы нашли
Оригинальный текст (англ.)It was not as exciting as some of the other discoveries, because we did not know what we had

Лики идентифицировала существа из Лаэтоли с жившими 3,6 млн лет назад Australopithecus afarensis, кости которых были найдены по соседству с дорожкой следов. Связь отпечатков и останков из Лаэтоли не является однозначно доказанной, так как в останках из Лаэтоли отсутствуют кости стоп, которые можно было бы сопоставить с отпечатками (такое сопоставление, с положительным результатом, было выполнено для костей более позднего Homo habilis).
Отпечатки, найденные группой Лики, вызвали бурю в научном мире, так как, в отличие от ископаемых костей, дали возможность изучить механизм ходьбы и строение мягких тканей стопы древних гоминидов. Существа, оставившие следы в Лаэтоли, были относительно низкорослыми или коротконогими. В отличие от современных человекообразных обезьян, у существ из Лаэтоли большой палец был примкнут к ступне. В отличие от человека, при ходьбе они опирались не на передние отделы стопы, а на пятки. Точное представление о походке существ из Лаэтоли и его месте в эволюции ходьбы от обезьяны к человеку остаётся предметом научных споров по сей день.
В 1979 году группа Лики завершила работы в Лаэтоли и законсервировала раскоп. Со слов Лики, поверх «отпечатков Лаэтоли» были насыпаны два слоя речного песка, разделённые защитной плёнкой, и слой камней для защиты «от животных и масаев». Гипсовый слепок отпечатков был передан Национальному музею Танзании в Олдувае. Вскоре на месте раскопа выросли молодые акации, и возникла угроза того, что корни деревьев разрушат уникальный памятник. Раскопки 1992 года подтвердили эти опасения: там, где корни уже достигли слоя туфа, он уже был разрушен. Физический перенос дорожки на музейное хранение был запретительно дорог и противоречил научной этике, поэтому для сохранения дорожки было решено ограничиться периодической вырубкой деревьев.
Раскопки Лаэтоли продолжаются по сей день. Помимо поиска человекообразных, исследователи накопили целый массив сведений об ископаемой фауне этих мест. В Лаэтоли обнаружены и исследованы останки и следы динотериев, махайродов, антилоп, кабанов и жирафов. В слоях туфа погребено множество ископаемых птичьих яиц (вымершие и современные виды страусов, цесарок, фазанов, турачей и мелких птиц).
В 2011 году группой исследователей под руководством профессора А. Н. Зайцева (Санкт-Петербургский университет) было показано, что вулкан Садиман не является источником вулканического пепла Лаэтоли. Этот вывод сделан на основании отсутствия в них минерала мелилита, а также различий в химическом составе нефелина и пироксенов.
Спустя почти 40 лет после экспедиции Мэри Лики в раскопе S нашли следы ещё двух австралопитеков.
В 2016 году в ископаемой яичной скорлупе страусовых (Struthionidae) из местонахождения Лаэтоли возрастом 3,8 млн лет обнаружен самый древний известный белок.

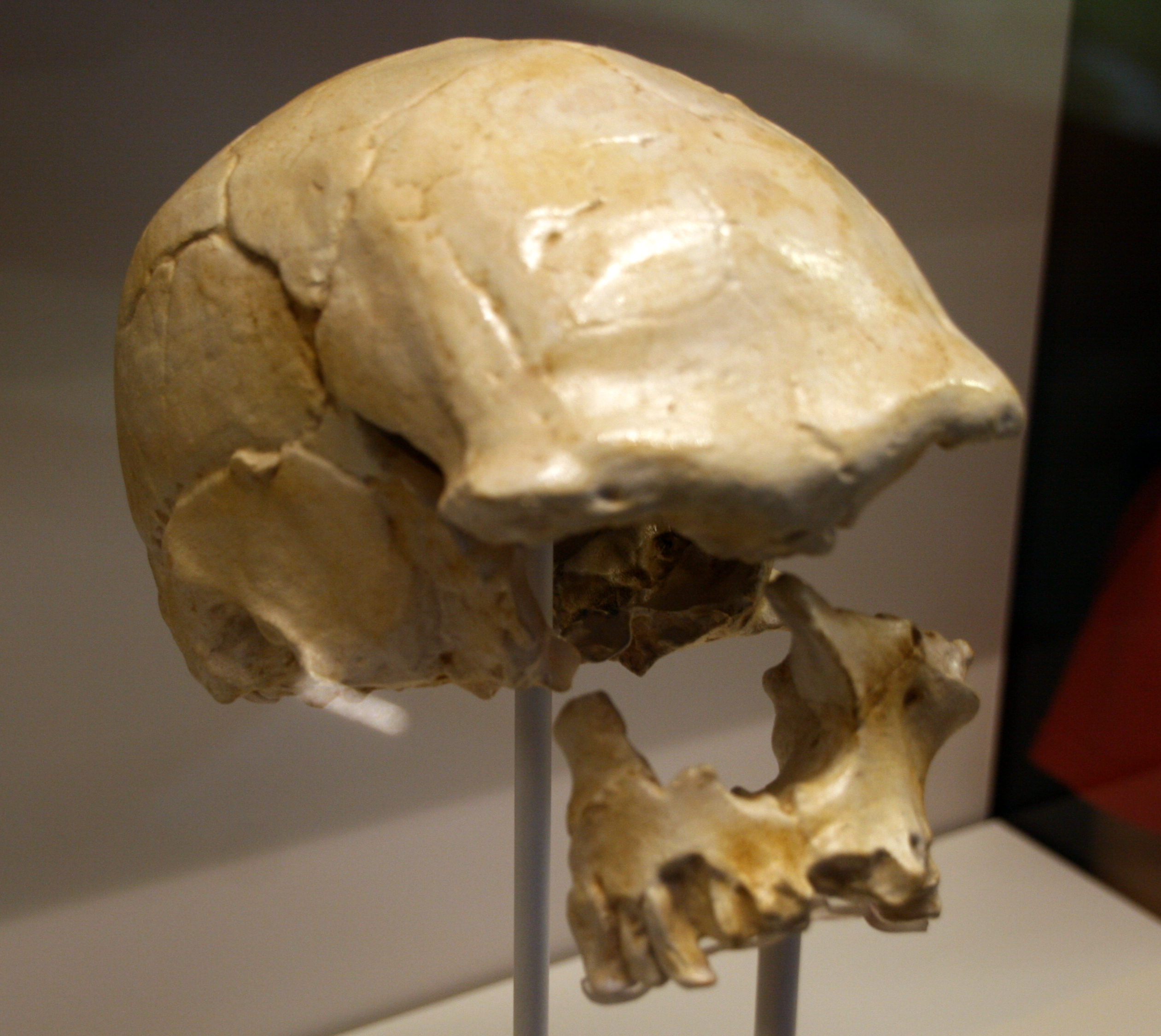
Череп Ngaloba LH 18

Череп Ngaloba LH 18 датируют возрастом 490—108 тыс. л. н. и относят либо к архаичным Homo sapiens, либо к Homo helmei.